# Artosilla
Artosilla (aragonesisch Artosiella) ist ein spanischer Ort in der Provinz Huesca der Autonomen Gemeinschaft Aragonien. Artosilla, im Pyrenäenvorland liegend, gehört zur Gemeinde Sabiñánigo. Der Ort auf 980 Meter Höhe hatte 17 Einwohner im Jahr 2015.

## Geographie
Artosilla liegt etwa 13 Kilometer südöstlich von Sabiñánigo und ist von der A1604 zu erreichen. Der Ort gehört zur Landschaft Guarguera.

## Einwohnerentwicklung
1920 = 18
1930 = 20
1940 = 16
1950 = 7
1960 = 7
1991 = 6
2001 = 10
2011 = 13
2019 = 21